# الكونتار
بلدية القُنََيطر أو (نقحرة: الكونتار) (بالإسبانية: Alcóntar)‏, هي بلدية تقع في مقاطعة المرية. جنوب شرق إسبانيا. يبلغ عدد سكانها 647 نسمة.

## وصلات خارجية
- بالإسبانية
- بالإسبانية